# Sundbyberg
Sundbyberg is een Zweedse gemeente in Uppland. De gemeente behoort tot de provincie Stockholms län. Ze heeft een totale oppervlakte van 8,8 km² en telde 33.816 inwoners in 2004. De gemeente is wat betreft oppervlakte de kleinste gemeente van Zweden.

## Stadsdelen
Het bestaat uit de volgende stadsdelen:
- Centrala Sundbyberg
- Duvbo
- Hallonbergen
- Lilla Alby
- Lilla Ursvik
- Ör
- Rissne
- Stora Ursvik (opbouw)
- Storskogen

## Sport
De volgende sportclubs zijn te vinden in Sundyberg:
- Sundbybergs IK
- Storskogens SK

## Geboren
- Robert Lindstedt (19 maart 1977), tennisser
- Jonah Kusi-Asare (4 juli 2007), voetballer